# 李樹滋
李樹滋（1906年2月26日—1975年9月30日），字新園。遼寧省安東縣鐵甲佛爺嶺新安屯人。民國37年（1948年）在農會東北區遞補當選第一屆立法委員

## 生平[1][2]
- 東北農林專科學校畢業
- 中央訓練團黨政班畢業
- 革命實踐研究院畢業
- 遼寧省建設廳技正
- 北寧鐵路局北戴河林場場長
- 農產促進委員會專門委員
- 河南省建設廳技正
- 河南省農業改進所森林系主任
- 農林部林業司科長
- 農林部祁連山國有林區管理處處長
- 農林部中央林業實驗所秘書
- 東北行轅經濟委員會長春林場場長
- 農林部長春林場場長
- 戡亂建國動員委員會委員
- 台灣省林產管理局主任秘書
- 台灣省林產管理局八仙山林場場長
- 民國39年4月，遞補爲農會東北區立法委員[3]
- 民國64年9月30日病逝[4]